# محمد أباد (كويرات)
محمد أباد (بالفارسية: محمدآباد) هي قرية تقع في إيران في Kavirat Rural District. يقدر عدد سكانها بـ 1,849 نسمة .